# 平岡定太郎
平岡 定太郎（ひらおか さだたろう、文久3年6月4日〈1863年7月19日〉 - 1942年〈昭和17年〉8月26日）は、日本の内務官僚。樺太庁長官（第3代）。福島県知事（第17代）。正三位勲三等。作家三島由紀夫の祖父。農商務官僚平岡梓の父。

## 経歴
文久3年6月4日（1863年7月19日）、播磨国印南郡志方村上富木村字横山（現在の兵庫県加古川市）で、農業を営んでいた父・太吉と、母・つる（寺岡久平の長女）の間に二男として生まれる。
少年の頃は、皇道精神を基調とする鼎（かなえ）塾に学んだ。ここでは忠君愛国の講話が行われた。兄の萬次郎はやがて姫路の洋学塾へ進み、定太郎も同じ地の師範伝習所へ入った。伝習所はすぐ神戸へ移り、神戸師範（御影師範学校、現・神戸大学）と改称、入学年齢は「二十一歳以上」とあったが、明敏な定太郎は16歳で許され3年間の寄宿生活を送った。
その後上京し、牛乳配達、書道塾の教師などを務め、二松学舎、早稲田専門学校（現・早稲田大学）、共立学校等を経て、大学予備門（現・東京大学教養学部）から、1889年（明治22年）9月に26歳で帝国大学法科大学に入学する。同級生には水野錬太郎、若槻禮次郎、井上密などがいた。在学中の1892年（明治25年）3月、福原鐐二郎との共著『国際私法』を金港堂から出版する。
1892年（明治25年）7月、帝国大学法科大学を卒業し、内務省に入省する。1893年（明治26年）11月27日、永井岩之丞の長女・夏子（なつ）と結婚し、翌年の1894年（明治27年）10月12日、長男・梓を儲ける。同年10月、徳島県参事官に就任。1895年（明治28年）5月、栃木県警部長に就任。
1897年（明治30年）、衆議院書記官に就任。1898年（明治31年）、衆議院書記官兼内務省参事官に就任。その後、内務省参事官兼内務事務官、高等文官試験官などを歴任する。1899年（明治32年）、広島県内務部長に就任。1902年（明治35年）、宮城県内務部長に就任。1905年（明治38年）、大阪府内務部長に就任。
1906年（明治39年）7月28日、原敬の命で第17代福島県知事に抜擢され就任。知事として、保育所、幼稚園、農学校、商業学校、女子技芸学校にいたる各種教育施設や、公園、鉄道をつくった。1908年（明治41年）6月11日、第3代樺太庁長官に就任。単身赴任で、樺太の森林資源開発、パルプ工場建設、鉄道施設・港湾の整備、船舶の航路、炭田の開発などに尽力する。この年の11月には赤坂離宮御苑で開かれた明治天皇と皇后の「歓菊会」に夫婦で招待された。
1913年（大正2年）、南満州鉄道会社の総裁候補になり、新聞に名が挙がる。1914年（大正3年）6月、反政友会の農商務大臣・大浦兼武の策謀による公金流用疑惑のため、原敬に樺太庁長官の辞意を伝え、辞表を提出する。1916年（大正5年）5月23日、定太郎の公金流用疑惑「漁業資金・印紙切手類事件」に無罪の判決が下る。
その後、定太郎は南洋精糖株式会社取締役、蓮華鉱山合資会社社長などを歴任後、1920年（大正9年）10月、東京市道路局長に就任するが、同年12月、東京市道路局長を辞任。1921年（大正10年）11月4日、定太郎の後ろ盾であった原敬が暗殺される（原敬暗殺事件）。
1930年（昭和5年）8月22日、前樺太庁長官の定太郎を顕彰する銅像が樺太神社に建立され、除幕式が行われる。1934年（昭和9年）5月9日付の新聞に、明治天皇の親筆と偽った書を売り捌く詐欺団首魁として逮捕されていたことが顔写真入りで載るが、2か月後の7月、怪しげな連中にただ担がれただけ、と判断され不起訴となる。
1939年（昭和14年）1月18日、妻・なつが潰瘍出血のため死亡し、その半年後、定太郎も軽い脳溢血の発作を起し、杖を離せなくなる。1942年（昭和17年）8月26日、79歳にて死亡。菩提寺は愛宕の青松寺 。孫・公威は詩・「挽歌一篇」を作った。

## 栄典
- 1910年（明治43年）12月26日 - 勲三等瑞宝章[20]

## 人物像

### 学生時代
帝大時代は成績優秀であり、学者として嘱望されていた。作家の夏目漱石と東大予備門で同期であり、漱石の小説『それから』に出てくる「平岡常次郎」と、『門』の「安井」は定太郎をモデルにしたのではないかとの説がある。東大予備門の同期はほかに、若槻禮次郎、小川平吉、水野錬太郎、芳賀矢一、伊東忠太などがいた。
面立ちは、濃く太い眉と意志的な黒眼がちの瞳が孫の三島由紀夫との血脈を感じさせるという。
『兵庫県人物史』によると、「その成績頗る優等なりしを以て寧ろ学者たるに適すとなし、頻りに之を慫慂するものありしも、氏の性覇気に富み大学の偏隅に生字引となって生を畢るを潔とせず、茲に於て直に内務省に入り…」とある。
帝国大学法科大学の同級であった白石元治郎、水野錬太郎と仲が良く、長く交際が続いた。

### 定太郎と妻・なつ
平岡定太郎は帝国大学を卒業した翌年の1893年（明治26年）、武家の娘（永井岩之丞の長女）である永井なつ（戸籍名：なつ）と結婚した。「三島由紀夫の無視された家系」（『月刊噂』1972年8月号）59-60頁によると、以下のように解説されている。

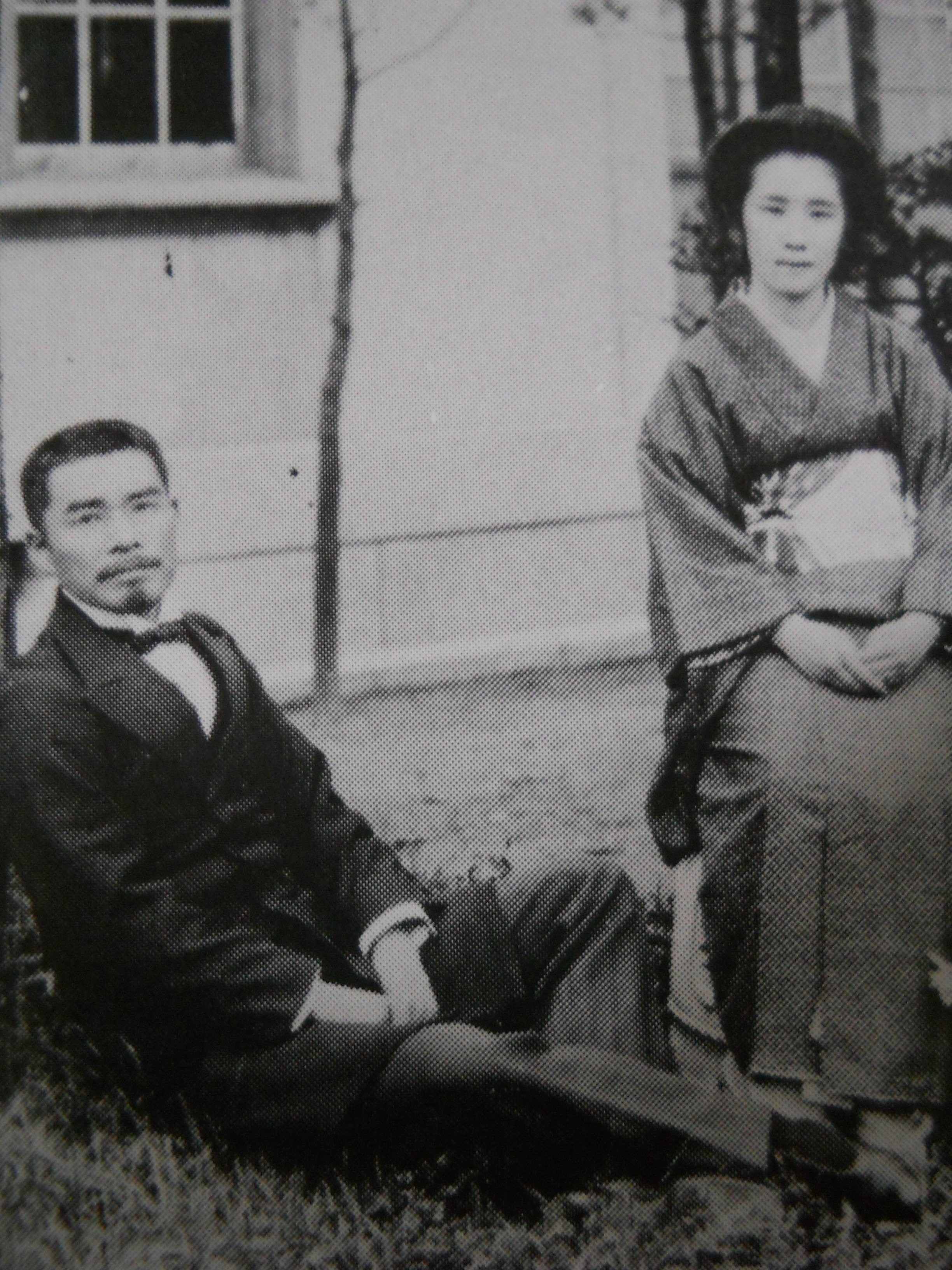
平岡定太郎と妻ナツ

息子・梓は自著の中で、両親の仲があまりよくなかったことを以下のように語っている。
また、野坂昭如によると、「なつの繰り言、うわ言、罵声に、ひょいと相槌を打ち、たしなめ、しばしば鉾先が定太郎に向けられたが、平手打ちを浴び、唾を吐きかけられても、特に耐えるでもなく、平然と受け流した。もっとも、梓によれば、富士見町あたりまでは、けっこうやり合って、元旦の朝、端正に整えられた祝膳を、定太郎がすべてひっくり返してしまうこともあったらしい」という。

### 人柄・性格など
平岡定太郎は、各所で人望が厚かった。「原敬氏の乾分として奇才縦横の剛腹な手腕家として地方長官中にそうそうたる名声を博したる」、「威張らぬ人、役人臭くない人として令名嘖々たりき」と評されている。
定太郎の告別式には、商工大臣の藤原銀次郎（王子製紙社長）が参列した。藤原の香典は当時1万円（現在の約1、2千万円相当）という高額だった。定太郎が樺太庁官時代、三井物産にいた藤原は、定太郎の全面協力により瀕死状態だった王子製紙が再建されるなど多大な恩義を感じていたため、定太郎の死を知るやいなや多忙の中、焼香に駆けつけた。
息子・梓は、「僕の父は原敬さんの子分で樺太庁長官をやっていました」、「父はまったく大変な豪傑で、酒よし女よし、一世紀ぐらい時代ずれのした男でしたから、家庭経営にはおよそ不向きでありました」と記している。
野坂昭如によると、「細かい気くばりよりも、大雑把にひっつかみ、積極果敢にうって出る定太郎は、新天地の開拓にふさわしい器量才幹、だからこと、植民地経営に名を残し、樺太は豊原市郊外に巨大なその銅像が建立され、これは、徳を慕う現地の人たちの要望による」ものだったという。
板坂剛によると、樺太庁長官に就任した1908年（明治41年）、墓参りのため故郷の志方村に帰郷した際に60名以上の多数のお供を公費で同行させ、道路は改修させるわ、接待は強要するわで地元民はあきれ返ったという。
定太郎の座右の銘は、「盡人事待天命」であったという。ある時、定太郎の書いた「盡人事待天命」の書を見た孫・三島由紀夫は、「お祖父さんの字は実にうまい字ですね、感心した」と言って自宅に持ち帰った。自決の半月前の出来事だったという。梓は、「倅も祖父の字を気に入るような年になったんだな、と思いましたが、いま思うと倅はひそかに書の文句の方に感動したのに違いありません」と語っている。
樺太豊原市にあった樺太社発行の月刊誌『樺太』10周年記念号（昭和13年1月号）に、樺太庁長官時代をふりかえった定太郎の談話「樺太の持つ根本使命」が掲載された。
定太郎は、２年間の粘り強い交渉を経て、日本初のパルプ工場9つを、 三井、岩崎、大川の3大資本に3つずつうまく建設せしめた交渉の芝居の経緯を披露し、人を食うような大胆な交渉手腕があった面を見せている。
また、定太郎は同誌の中で、パルプ増産に絡む樺太材増伐問題が騒がれていた当時を振り返りながら、自分の去った後の樺太行政を批判し、「樺太の根本使命を見直せ」と最後に訴えている。
1914年（大正3年）1月1日の『樺太日日新聞』に定太郎の短歌が59首も、見開き2頁にも及び風景写真を織り交ぜて掲載されたという。定太郎の雅号は「臥石」。杉村孝雄著『樺太――暮らしの断層』にはその中から14首が収められている。
- あめつちの 恵正しく 守りして 白菊こそや かをり床しき
- 鶏を はぐくむ人も 鶏に 養はれつゝ 暮らしけるかな
- 夕月の 頃ともいはし 卯の花の 垣根ばかりは 有明の月
- 秋たけて さよ風寒み 独り寝の 枕も虫の 声のみぞきく
- たち向ふ 鏡にはつる 時ごとの 心なりせば 人を恋めや

などである。定太郎の短歌を紹介した『樺太日日新聞』主幹の山本喜市郎は、「予輩が臥石大守の短歌を珍重するのは其修辞技巧の妙に非ず、真情流露の赤裸々なる三十一文字の間猶よく大守の面目躍動し来るを悦ぶ也」と述べ、定太郎の素朴で大らかな人柄を褒めている。

## 業績
福島県知事時代の治績は大きく、県民の好評を得て、「平岡知事は乏しい財源の中で有能な知事として誠実に働いた」と評価された。定太郎の着任の前年には、福島県は大凶作に見舞われ県民の疲弊が大きかったため、定太郎は農村疲弊の救済、県下金融界の救済、岩樾鉄道の延長、県内最初の保育所の設置、福島商業学校などの農学校や技芸学校などを設立して、県民の暮らしを立て直した。そのため、定太郎の樺太への栄転が決まった際には、『福島民報』や、敵政側の『福島民友』までもが定太郎の栄転を惜しむ記事を載せた。
樺太庁長官時代に、王子製紙の大泊への誘致に積極的に関わり、樺太の製紙・林業の発展に寄与した。また、漁業改革にも着手し、樺太拓殖の父として、1930年（昭和5年）8月22日、豊原の樺太神社に銅像が建てられた。樺太庁長官の中で銅像が立てられたのは定太郎だけである
- 樺太庁長官時に施行された主な政策[4]
  - 真岡支庁海馬島出張所廃止。
  - 刑法、刑法施行法、監獄法公布。
  - 有償貸付地売払規程施行。
  - 樺太庁郵便電信局豊原に移転。
  - 国境付近土地建物貸付禁止公布。
  - 関税法、関税定率法、噸税法公布。
  - 度量衡法公布。
  - 印紙犯罪処罰法施行。
  - 煙草専売法公布。
  - 樺太庁官制改正公布。
  - 林野火入取締規制公布。
  - 真岡支庁管内に泊居出張所新設。
  - 家畜去勢規則公布。

樺太長官辞任決定した翌々日、1914年（大正3年）6月7日の『樺太日日新聞』の第一面には、その在任中の業績を高く評価する記事が載った。

## 事件

### 汚職の嫌疑で追われた樺太長官の座
定太郎は樺太庁長官赴任後の1911年（明治44年）、記者にむかってその抱負をこう語っている。
港湾開発や内地からの移民問題に触れて気炎を吐いている。この勢威あまねく定太郎の樺太庁長官としての生活はしばらく続く。だが破局がやってきたのは就任して7年目の1914年（大正3年）であった。三島由紀夫が生まれる10年前に平岡家は急転直下、没落の転換期を迎える。
当時の報知新聞をみると、1914年（大正3年）の6月2日頃から事件は紙面を大きく飾っている。6月3日には「政友会の罪悪」と掲げ「漁場払下と政友会」の関係をあばく記事を載せている。簡単にいえば、明治45年（1912年）の衆院選挙にさきがけ、平岡長官は禁漁区域内の十七漁場での操業を一夜づくりの得体の知れぬ会社に許可し、その汚職で得た十万円の金を、かねて愛顧をこうむっていた政友会の原敬（当時内務大臣）に贈った、というものであった。火をつけたのは樺太の漁業業者である。いわゆる役職を乱用した政治献金の容疑であった。
報知新聞の「政友会の罪悪-漁業払下と政友会」の記事が出た後、定太郎は原敬を訪問し辞職する由を伝えた。原敬はこの日の日記に、定太郎を擁護する文を綴っている。
疑獄事件は「前樺太長官土人漁業資金及び印紙割引料十万円横領事件」となり、定太郎は、漁場を許可した事件および印紙切手類販売事件で告訴される。花井卓蔵弁護士は、「本件は或人の党派人のために讒訴せられたものであって法律上は責任無きにも拘らず、訟庭に立つが如き不名誉を負わされた」と無罪を主張した。判決は1916年（大正5年）5月23日に下り、「証拠不十分により無罪」であった。
しかし、無罪にはなったものの、定太郎は樺太庁の切手、印紙の割引で生じた赤字補填のため自腹を切って十万円（現在の2億6千6百万円以上）を差し出す羽目に陥った。家屋敷の売却だけでは借金返済が足りず、定太郎はその後中国大陸に渡って様々な事業などに手を広げることになった。三島の『仮面の告白』で「莫大な借財、差押、家屋敷の売却」とあるのは、この樺太庁長官時代の事件に起因する。
この「部下」というのは、中川小十郎のことで、永井健三（筆名・嵯峨恋太郎）が著した樺太開拓史『「官立」樺太中学校と夏目漱石』（南樺太問題研究所、1987年）によると、「中川の野放図な施策が樺太疑獄事件を惹起させ」て、定太郎を失脚させてしまったのだという。
『月刊噂』によれば、平岡家に出入していた昵懇の間柄の好田光伊が「失脚の直接的な原因となったのはどういう事柄ですか？」と定太郎に訊いたことがあり、訊ねられた定太郎は身を乗り出して、「よく訊いてくれた。当時の樺太では収入印紙の値段が日本の内地よりも高価だった。たとえば5銭の定価の印紙が樺太では6銭、7銭で売買されていたが、これに眼をつけた俺の部下がこっそりと内地から運んできて売買し不当に儲けていたんだ」と答えたという。

### 阿片事件
平岡定太郎は1919年12月31日、関東庁阿片総局の書記小畠貞次郎が手配した密輸用の三井物産の阿片を、大連駅で、宿泊先ホテルのボーイから受け取り天津・長春方面へ運ぶ予定であったところ、ボーイを尾行していた警官に逮捕された。
東京日日新聞の記事には、「大正八年十二月三十一日午後十時三十分大連駅に於いて巡査岡崎又蔵は長春行列車に小畠庄二郎が阿片煙土九十六個を一個のトランクに入れて発送密輸せんとしたのを押へた。此阿片は大連梅関大連駅貨検所を無検査で通過しやまとホテルのボーイ上田藤平が小畠の命で発車時間々際に奉天送りの手続きを為し一等車に乗ってゐた前樺太長官平岡定太郎に其合鍵を渡すのを認め岡崎巡査は平岡と知ってか知らずか海関外勤部長浜田正直貨検所員白井久保立会の上差押へたもので此発生事件に就き平岡及小畠の狼狽一方ならず直に中野民政署長に通報し署長は海関に交渉し押収阿片の引渡を受け曖昧裡に葬った平岡氏は此事件に関連してゐるのは奇怪だが兎に角何者かゞ天津方面に密輸せんとしたものだ」とある。
事件概要は、猪瀬直樹によると、「大正8年（1919年）12月31日）夜、（平岡）定太郎はやまとホテルを出て、馬車で大連駅へ向かった。一等車のコンパートメントの外に立ち、幾度も懐中時計を取り出した。誰かを待っているのだ。やがて、やまとホテルのボーイが一等車にやってきた。ボーイは尾行に気づかない。発車間際である。ボーイは定太郎に（トランクの）鍵を渡して立ち去ろうと背を向け、定太郎がコンパートメントのドアを開けてなかへ入ろうとした瞬間、“ちょっと待った”という声が響いた。“あなたが受け取った鍵は、通関していないトランクのものです” 荷物は列車に乗せる前、税関の検査を受ける。通関していなければ密輸品と断定されてしまう。定太郎は、“そんなはずはない”としらを切った。だが巡査は確信ありげに、“その鍵はあなたのものですか、そうであれば通関していないトランクもあなたのものと認定せざるを得ませんな”と主張した。定太郎は、巡査がトランクの中身を知っている、と思い観念した。ことを荒立てては損だ、とそのまま巡査に鍵を渡し、一等車の客となって夜の大連から消えた。巡査は税関関係者の立会いのもとにトランクを開けた。なかから阿片煙土（粘土状のもの）九十六個（重量44キログラム）が出てきた。末端価格一万二千円で（現在の価格に換算すると1億円余）で、三井物産の納品であった」という。
猪瀬直樹の解説によると、「当時、関東庁の下には阿片総局という財団法人があった。名目上は医薬品としての阿片を中国人に専売し、それで得た利益をもとに宏済善堂という慈善団体で病院を経営、貧しい阿片患者の救済にあてるタテマエだった。長春行き列車の一等車で定太郎は、その阿片総局の書記を務める小畠貞次郎のトランクを運ぶはずだった。阿片総局で扱う阿片は、表向きの帳簿に記載される取引だけではなかった。小畠のような人物が、自分の裁量というより組織的に、阿片を密売人に売り捌いて裏金づくりに励んでいた。小畠に指示を出していたのは関東庁民政署長の中野有光で、さらにその上に拓殖局長官古賀廉造がいた。（中略）古賀は原敬の司法省法律学校時代の同期生である。原が内相になれば警保局長、首相になれば拓殖局長官と、いつも引き立てられていた。樺太庁長官を六年も務めた定太郎は外地の行政に詳しい。拓殖局長官古賀廉造は、職制上、外地一般を視野に入れている。（中略）（原の）つぎの課題は外地であった。（中略）定太郎は原と政友会の資金集めのため、危ない橋を渡っていた」という。

### 給与差押え
大連駅の一夜か10か月ほど経った1920年（大正9年）10月10日、定太郎は東京市道路局長に就任した。「新道路局長が初月給の差押え（東京朝日10月20日付）」の見出しが新聞に載った。
記事は定太郎が蓮華鉱山合資会社社長のときの後腐れ話であった。「僕がある鉱山会社を起こしたとき、上田、大原の両人から多量の針金を仕入れた残額で、僕が責任者として裏書きしたものだが、会社が悲境に陥り債務を果し得なかったのだ」という定太郎の弁明のコメントが出ている。立憲政友会攻撃に新聞報道が傾く中、同年12月、定太郎は東京市道路局長を辞任し、代わりに反政友会の後藤新平が就任する。

### 詐欺事件嫌疑
1934年（昭和9年）5月9日付の新聞に、定太郎が、明治天皇の親筆と偽った書を売り捌く詐欺団首魁として逮捕されていたことが、顔写真入りで載った。「平岡元樺太長官 偽の御宸筆（ごしんぴつ）で詐欺―畏れ多くも由来書を作り大胆な罪を計画」（東京朝日・昭和9年5月9日付）というもので、大きな見出しで記事は7段にもわたっていた。容疑内容は詐欺であり、定太郎とその一味が、絹地に“国家”と書かれた明治大帝の直筆を高額で売り捌こうとした。しかも御宸筆は偽物で、ある職工が「亀戸天神の縁日」で三十五銭で買ったものだった。転々として骨董屋で五十銭で売られており、これを購入して本物と偽ってひと儲けたくらんだのである。しかし2か月後、怪しげな連中にただ担がれただけ、と判断され不起訴となった。

### 原敬暗殺予見
1921年（大正10年）11月4日、定太郎の後ろ盾であった原敬が暗殺される（原敬暗殺事件）。事件の8か月ほど前の2月20日、原敬は日記に、「夜岡崎邦輔、平岡定太郎各別に来訪。余を暗殺するの企ある事を内聞せりとて、余の注意を求め来る」とある。

## 家族・親族

### 平岡家
（兵庫県印南郡志方町（現加古川市）、東京都）
- 祖父・太左衛門（百姓、金貸し業）
- 父・太吉（兵庫県平民[32]、農業、金融業者）

天保4年（1833年）生 - 明治29年（1896年）6月没
- 母・つる（兵庫県平民、寺岡久平の長女[32]）

天保7年（1836年）生 - 大正5年（1916年）没
- 兄・萬次郎（弁護士、政治家）

万延元年（1860年）生　- 大正12年（1923年）12月没
- 弟・久太郎
- 妹・むめ
- 妻・なつ（東京府士族・元大審院判事永井岩之丞の娘、幕臣永井尚志の孫娘）

明治9年（1876年）6月生 - 昭和14年（1939年）1月没
野坂昭如によると、「明治二十六年、なつは満十七で定太郎の妻となった。ほんの二十年前までは、名門の武家の娘と町人、ましてや百姓の男が結婚するなど、考えられぬ仕儀、江戸時代なら直参と陪臣、御目見（おめみえ）以上と以下の縁組もない。士分以上の者が、百姓に娘を与える場合、これは捨てたことで、それにしても、間に仮親をつくり、その養女として後、嫁がせた。鹿鳴館時代を過ぎ、教育勅語も発布された。文明開化の波は日増しに高まるとはいえ、母方の祖父は徳川の枝に連なり、父方のそれは幕府若年寄である娘と、播州の、二代前は所払いとなっている百姓の倅（せがれ）、いかに帝大出とはいえ、卒業は八年おくれているのだ、まことに不自然」だという。
- 長男・梓（農商務官僚）

明治27年（1894年）10月生 - 昭和51年（1976年）12月没
- 孫・公威（作家）、美津子、千之（外交官）など
- 曾孫・紀子（演出家）、威一郎（元実業家）など

| 初代孫左衛門 | 初代孫左衛門 | 初代孫左衛門 | 初代孫左衛門 | 初代孫左衛門 | 初代孫左衛門 |  |  | 2代目孫左衛門 | 2代目孫左衛門 | 2代目孫左衛門 | 2代目孫左衛門 | 2代目孫左衛門 | 2代目孫左衛門 |  |  | 初代利兵衛 | 初代利兵衛 | 初代利兵衛 | 初代利兵衛 | 初代利兵衛 | 初代利兵衛 |  |  | 2代目利兵衛 | 2代目利兵衛 | 2代目利兵衛 | 2代目利兵衛 | 2代目利兵衛 | 2代目利兵衛 |  |  | 3代目利兵衛        | 3代目利兵衛        | 3代目利兵衛        | 3代目利兵衛        | 3代目利兵衛        | 3代目利兵衛        |  |  | 太左衛門 | 太左衛門 | 太左衛門 | 太左衛門 | 太左衛門 | 太左衛門 |  |  |
| 初代孫左衛門 | 初代孫左衛門 | 初代孫左衛門 | 初代孫左衛門 | 初代孫左衛門 | 初代孫左衛門 |  |  | 2代目孫左衛門 | 2代目孫左衛門 | 2代目孫左衛門 | 2代目孫左衛門 | 2代目孫左衛門 | 2代目孫左衛門 |  |  | 初代利兵衛 | 初代利兵衛 | 初代利兵衛 | 初代利兵衛 | 初代利兵衛 | 初代利兵衛 |  |  | 2代目利兵衛 | 2代目利兵衛 | 2代目利兵衛 | 2代目利兵衛 | 2代目利兵衛 | 2代目利兵衛 |  |  | 3代目利兵衛        | 3代目利兵衛        | 3代目利兵衛        | 3代目利兵衛        | 3代目利兵衛        | 3代目利兵衛        |  |  | 太左衛門 | 太左衛門 | 太左衛門 | 太左衛門 | 太左衛門 | 太左衛門 |  |  |
|              |              |              |              |              |              |  |  |               |               |               |               |               |               |  |  |            |            |            |            |            |            |  |  |             |             |             |             |             |             |  |  |                    |                    |                    |                    |                    |                    |  |  |          |          |          |          |          |          |  |  |
|              |              |              |              |              |              |  |  |               |               |               |               |               |               |  |  |            |            |            |            |            |            |  |  |             |             |             |             |             |             |  |  |                    |                    |                    |                    |                    |                    |  |  |          |          |          |          |          |          |  |  |
|              |              |              |              |              |              |  |  | 太吉          | 太吉          | 太吉          | 太吉          | 太吉          | 太吉          |  |  | 萬次郎     | 萬次郎     | 萬次郎     | 萬次郎     | 萬次郎     | 萬次郎     |  |  | こと        | こと        | こと        | こと        | こと        | こと        |  |  |                    |                    |                    |                    |                    |                    |  |  |          |          |          |          |          |          |  |  |
|              |              |              |              |              |              |  |  | 太吉          | 太吉          | 太吉          | 太吉          | 太吉          | 太吉          |  |  | 萬次郎     | 萬次郎     | 萬次郎     | 萬次郎     | 萬次郎     | 萬次郎     |  |  | こと        | こと        | こと        | こと        | こと        | こと        |  |  |                    |                    |                    |                    |                    |                    |  |  |          |          |          |          |          |          |  |  |
|              |              |              |              |              |              |  |  |               |               |               |               |               |               |  |  |            |            |            |            |            |            |  |  |             |             |             |             |             |             |  |  | 公威（三島由紀夫） | 公威（三島由紀夫） | 公威（三島由紀夫） | 公威（三島由紀夫） | 公威（三島由紀夫） | 公威（三島由紀夫） |  |  | 紀子     | 紀子     | 紀子     | 紀子     | 紀子     | 紀子     |  |  |
|              |              |              |              |              |              |  |  |               |               |               |               |               |               |  |  |            |            |            |            |            |            |  |  |             |             |             |             |             |             |  |  | 公威（三島由紀夫） | 公威（三島由紀夫） | 公威（三島由紀夫） | 公威（三島由紀夫） | 公威（三島由紀夫） | 公威（三島由紀夫） |  |  | 紀子     | 紀子     | 紀子     | 紀子     | 紀子     | 紀子     |  |  |
|              |              |              |              |              |              |  |  | 寺岡つる      | 寺岡つる      | 寺岡つる      | 寺岡つる      | 寺岡つる      | 寺岡つる      |  |  | 桜井ひさ   | 桜井ひさ   | 桜井ひさ   | 桜井ひさ   | 桜井ひさ   | 桜井ひさ   |  |  | 萬壽彦      | 萬壽彦      | 萬壽彦      | 萬壽彦      | 萬壽彦      | 萬壽彦      |  |  |                    |                    |                    |                    |                    |                    |  |  |          |          |          |          |          |          |  |  |
|              |              |              |              |              |              |  |  | 寺岡つる      | 寺岡つる      | 寺岡つる      | 寺岡つる      | 寺岡つる      | 寺岡つる      |  |  | 桜井ひさ   | 桜井ひさ   | 桜井ひさ   | 桜井ひさ   | 桜井ひさ   | 桜井ひさ   |  |  | 萬壽彦      | 萬壽彦      | 萬壽彦      | 萬壽彦      | 萬壽彦      | 萬壽彦      |  |  |                    |                    |                    |                    |                    |                    |  |  |          |          |          |          |          |          |  |  |
|              |              |              |              |              |              |  |  |               |               |               |               |               |               |  |  | 定太郎     | 定太郎     | 定太郎     | 定太郎     | 定太郎     | 定太郎     |  |  |             |             |             |             |             |             |  |  | 杉山瑤子           | 杉山瑤子           | 杉山瑤子           | 杉山瑤子           | 杉山瑤子           | 杉山瑤子           |  |  | 威一郎   | 威一郎   | 威一郎   | 威一郎   | 威一郎   | 威一郎   |  |  |
|              |              |              |              |              |              |  |  |               |               |               |               |               |               |  |  | 定太郎     | 定太郎     | 定太郎     | 定太郎     | 定太郎     | 定太郎     |  |  |             |             |             |             |             |             |  |  | 杉山瑤子           | 杉山瑤子           | 杉山瑤子           | 杉山瑤子           | 杉山瑤子           | 杉山瑤子           |  |  | 威一郎   | 威一郎   | 威一郎   | 威一郎   | 威一郎   | 威一郎   |  |  |
|              |              |              |              |              |              |  |  |               |               |               |               |               |               |  |  |            |            |            |            |            |            |  |  | 梓          | 梓          | 梓          | 梓          | 梓          | 梓          |  |  | 美津子             | 美津子             | 美津子             | 美津子             | 美津子             | 美津子             |  |  |          |          |          |          |          |          |  |  |
|              |              |              |              |              |              |  |  |               |               |               |               |               |               |  |  |            |            |            |            |            |            |  |  | 梓          | 梓          | 梓          | 梓          | 梓          | 梓          |  |  | 美津子             | 美津子             | 美津子             | 美津子             | 美津子             | 美津子             |  |  |          |          |          |          |          |          |  |  |
|              |              |              |              |              |              |  |  |               |               |               |               |               |               |  |  | 永井なつ   | 永井なつ   | 永井なつ   | 永井なつ   | 永井なつ   | 永井なつ   |  |  |             |             |             |             |             |             |  |  | 千之               | 千之               | 千之               | 千之               | 千之               | 千之               |  |  |          |          |          |          |          |          |  |  |
|              |              |              |              |              |              |  |  |               |               |               |               |               |               |  |  | 永井なつ   | 永井なつ   | 永井なつ   | 永井なつ   | 永井なつ   | 永井なつ   |  |  |             |             |             |             |             |             |  |  | 千之               | 千之               | 千之               | 千之               | 千之               | 千之               |  |  |          |          |          |          |          |          |  |  |
|              |              |              |              |              |              |  |  |               |               |               |               |               |               |  |  |            |            |            |            |            |            |  |  | 義夫        |             |             |             |             |             |  |  |                    |                    |                    |                    |                    |                    |  |  |          |          |          |          |          |          |  |  |
|              |              |              |              |              |              |  |  |               |               |               |               |               |               |  |  |            |            |            |            |            |            |  |  |             |             |             |             |             |             |  |  |                    |                    |                    |                    |                    |                    |  |  |          |          |          |          |          |          |  |  |
|              |              |              |              |              |              |  |  |               |               |               |               |               |               |  |  | 久太郎     |            |            |            |            |            |  |  |             |             |             |             |             |             |  |  |                    |                    |                    |                    |                    |                    |  |  |          |          |          |          |          |          |  |  |
|              |              |              |              |              |              |  |  |               |               |               |               |               |               |  |  |            |            |            |            |            |            |  |  |             |             |             |             |             |             |  |  |                    |                    |                    |                    |                    |                    |  |  |          |          |          |          |          |          |  |  |
|              |              |              |              |              |              |  |  |               |               |               |               |               |               |  |  |            |            |            |            |            |            |  |  | 義一        |             |             |             |             |             |  |  |                    |                    |                    |                    |                    |                    |  |  |          |          |          |          |          |          |  |  |
|              |              |              |              |              |              |  |  |               |               |               |               |               |               |  |  |            |            |            |            |            |            |  |  |             |             |             |             |             |             |  |  |                    |                    |                    |                    |                    |                    |  |  |          |          |          |          |          |          |  |  |
|              |              |              |              |              |              |  |  |               |               |               |               |               |               |  |  | むめ       | むめ       | むめ       | むめ       | むめ       | むめ       |  |  | 義之        | 義之        | 義之        | 義之        | 義之        | 義之        |  |  |                    |                    |                    |                    |                    |                    |  |  |          |          |          |          |          |          |  |  |
|              |              |              |              |              |              |  |  |               |               |               |               |               |               |  |  | むめ       | むめ       | むめ       | むめ       | むめ       | むめ       |  |  | 義之        | 義之        | 義之        | 義之        | 義之        | 義之        |  |  |                    |                    |                    |                    |                    |                    |  |  |          |          |          |          |          |          |  |  |
|              |              |              |              |              |              |  |  |               |               |               |               |               |               |  |  |            |            |            |            |            |            |  |  | 義顕        |             |             |             |             |             |  |  |                    |                    |                    |                    |                    |                    |  |  |          |          |          |          |          |          |  |  |
|              |              |              |              |              |              |  |  |               |               |               |               |               |               |  |  |            |            |            |            |            |            |  |  |             |             |             |             |             |             |  |  |                    |                    |                    |                    |                    |                    |  |  |          |          |          |          |          |          |  |  |
|              |              |              |              |              |              |  |  |               |               |               |               |               |               |  |  | 田中豊蔵   | 田中豊蔵   | 田中豊蔵   | 田中豊蔵   | 田中豊蔵   | 田中豊蔵   |  |  | 繁          | 繁          | 繁          | 繁          | 繁          | 繁          |  |  |                    |                    |                    |                    |                    |                    |  |  |          |          |          |          |          |          |  |  |
|              |              |              |              |              |              |  |  |               |               |               |               |               |               |  |  | 田中豊蔵   | 田中豊蔵   | 田中豊蔵   | 田中豊蔵   | 田中豊蔵   | 田中豊蔵   |  |  | 繁          | 繁          | 繁          | 繁          | 繁          | 繁          |  |  |                    |                    |                    |                    |                    |                    |  |  |          |          |          |          |          |          |  |  |
|              |              |              |              |              |              |  |  |               |               |               |               |               |               |  |  |            |            |            |            |            |            |  |  | 儀一        |             |             |             |             |             |  |  |                    |                    |                    |                    |                    |                    |  |  |          |          |          |          |          |          |  |  |
|              |              |              |              |              |              |  |  |               |               |               |               |               |               |  |  |            |            |            |            |            |            |  |  |             |             |             |             |             |             |  |  |                    |                    |                    |                    |                    |                    |  |  |          |          |          |          |          |          |  |  |

## 著書
- 『国際私法』（金港堂、1892年3月） - 福原鐐二郎との共著
- 『国際公法』（1898年）
- 『時効法』（1899年）など
- 「附録アイヌ人種處分論」青山東園編『極北の別天地』東京：豊文社（1918年）